# Edin Bavčić
Edin Bavčić (* 5. Juni 1984 in Foča, SR Bosnien und Herzegowina) ist ein ehemaliger bosnischer Basketballspieler. Er spielte in mehreren europäischen Ländern, darunter Österreich und Deutschland. Mit der Nationalmannschaft seines Heimatlandes nahm er an Europameisterschaften teil. Bavčić wurde im NBA-Draft 2006 ausgewählt, der Sprung in die nordamerikanische Liga NBA gelang ihm nicht.

## Karriere
Bavčić stand ab 2003 im Aufgebot der ersten Mannschaft des traditionsreichen bosnischen Basketball-Vereins KK Bosna Sarajevo. 2005 gewann man das bosnische Double und verteidigte 2006 die bosnische Meisterschaft. Im NBA-Draft wurde er 2006 als 56. Spieler insgesamt von den Toronto Raptors ausgewählt, die die Rechte an ihm an die Philadelphia 76ers weitergaben. Bavčić blieb zunächst bei KK Bosna und konnte sich auch in den folgenden Sommern nicht für einen Platz im Saisonkader der 76ers empfehlen. In der Saison 2007/08 spielte man im ULEB Cup und verlor in einem auch für Bavčić unvergesslichen Gruppenspiel bei Alba Berlin auf dramatische Weise in fünf Verlängerungen mit 127:141. Nach einem Erfolg mit fünfzehn Punkten im Rückspiel zog man in die nächste Runde ein, wo man gegen den spanischen Vertreter CB Gran Canaria ausschied. In der bosnischen Meisterschaft nahm man erfolgreich Revanche für die Endspielniederlage gegen HKK Široki Brijeg 2007 und holte erneut den Titel erneut in die bosnische Hauptstadt.
Nachdem es 2008 in der NBA Summer League erneut nicht gelang, in den Saisonkader der 76ers aufgenommen zu werden, ging Bavčić für die Spielzeit 2008/09 ins türkische Antalya und spielte in der Türkiye Basketbol Ligi für Kepez Belediyesi, das von seinem Landsmann Sabit Hadžić trainiert wurde. Nach einem katastrophalen Saisonbeginn mit neun Auftaktniederlagen verließ zunächst Trainer Hadžić und dann auch Bavčić den Verein. Im Januar 2009 schloss er sich den Köln 99ers in der deutschen Basketball-Bundesliga an. Der bereits in der Vorsaison unter Liquiditätsschwierigkeiten leidende Verein verpasste aber auch am Ende der Hauptrunde der Bundesliga-Saison 2008/09 deutlich die Qualifikation für die Meisterschaftsendrunde. Nach dem Saisonende gab der Kölner Verein die Erstliga-Lizenz aus finanziellen Gründen zurück.
In der Saison 2009/10 spielte Bavčić beim renommierten slowenischen Basketballverein Union Olimpija aus der Hauptstadt Ljubljana wieder unter Trainer Jurij Zdovc, der ihn schon bei KK Bosna in der Spielzeit 2007/08 trainiert hatte. Den Titel im slowenischen Pokalwettbewerb konnte Union Olimpija verteidigen, die Titelverteidigung in der Meisterschaft misslang nach einer Finalserienniederlage gegen KK Krka. In der Vorrunde der EuroLeague-Saison 2009/10 gelang in zehn Spielen nur ein Sieg. Obwohl er ursprünglich für zwei Jahre verpflichtet worden war, wechselte Bavčić zur Saison 2010/11 in die italienische Serie A zum Aufsteiger Enel New Basket nach Brindisi. Die Mannschaft blieb weitgehend erfolglos und stieg am Ende der Saison wieder ab. Bavčić verließ den Verein bereits Ende November 2010 und wechselte von der Adria in die Ukraine zu BK Chimik nach Juschne an die Schwarzmeerküste. Im EuroChallenge-Wettbewerb schied man nach der Niederlage im letzten Gruppenspiel gegen den bereits ausgeschiedenen deutschen Vertreter Skyliners Frankfurt vorzeitig aus. Für die Play-offs um die griechische Meisterschaft wechselte Bavčić schließlich im März 2011 in die A1 Ethniki zu Aris Thessaloniki. Mit Aris erreichte er den vierten Platz, nachdem man in der Finalserie um den dritten Platz gegen den Lokalrivalen PAOK Thessaloniki knapp in fünf Spielen unterlegen war.
Zur Saison 2011/12 kehrte Bavčić in die italienische Serie A zurück und unterschrieb einen Vertrag bei Vanoli-Braga in Cremona. Dieser Vertrag wurde jedoch nach gut zwei Monaten Anfang Dezember beendet, worauf Bavčić bereits zwei Tage später erneut in der ersten griechischen Liga beim Aufsteiger KAO Dramas unterschrieb. Mit KAOD verpasste er die Play-offs um die griechische Meisterschaft und wechselte nach dem Ende der Hauptrunde als Trainingsspieler zum verletzungsgeplagten italienischen Traditionsverein Bennet Cantù. Da der Verein jedoch keinen Spieler mehr nachmelden konnte, konnte Bavčić in der für den italienischen Vizemeister noch laufenden Meisterschaftsrunde nicht eingesetzt werden.
Für die Spielzeit 2012/13 unterschrieb Bavčić einen Vertrag beim ehemaligen Landesmeister-Europapokalsieger Limoges CSP in der französischen LNB Pro A. Bereits nach wenigen Spielen wurde Bavčić Ende November 2012 wieder aus seinem Vertrag entlassen, worauf er sich erneut KAO Dramas in der griechischen Liga anschloss.
Über Vereine im Kosovo, Ungarn und wieder Griechenland kam Bavčić im August 2017 zum österreichischen Bundesligisten BK Klosterneuburg. Er stieg in Klosterneuburg zum Mannschaftskapitän auf, in seinen letzten Leistungssportjahren warfen ihn Verletzungen zurück. Im Juni 2022 beendete Bavčić seine Laufbahn.

### Nationalmannschaft
Nachdem Bavčić mit der bosnischen Nationalmannschaft die Qualifikation für die EM-Endrunden 2007 & 2009 jeweils knapp verpasst hatte, erreichte man durch die Aufstockung des Teilnehmerfeldes 2011 die Endrundenqualifikation für Litauen 2011. Nach einer deutlichen 64:92-Niederlage gegen Finnland schied man im Dreiervergleich mit Kroatien und Finnland bereits in der Vorrunde aus. Er gehörte ebenfalls bei den EM-Endrunden 2013 und 2015 zum Aufgebot Bosnien und Herzegowinas.

## Trainer
Während seiner Spielerzeit in Klosterneuburg widmete sich Bavčić gleichzeitig der Jugendförderung, wurde Nachwuchstrainer beim BBC Tulln und Veranstalter von Jugendtrainingsangeboten. Nach dem Ende seiner Spielerlaufbahn blieb er in Niederösterreich als Jugendtrainer tätig.
Seit der Spielzeit 2022/23 ist Bavčić beim österreichischen Zweitligisten Mistelbach Mustangs sowohl als Assistant Coach der B2L-Mannschaft als auch als Jugendtrainer tätig. Dazu trainiert er seit 2023 das 3x3 Nationalteam der Österreichischen Frauen. 